# Brigitte Deydierová
Brigitte Deydierová (* 12. listopadu 1958 Meknes, Maroko) je bývalá reprezentantka Francie v judu.

## Sportovní kariéera
S judem začínala v Montaubanu pod vedením Jean-Claude Cabanneho. Patřila k průkopnicím a propagátorkám ženského sportovního juda. Díky svému vzhledu měla přezdívku inťoška. Její největší rivalkou v reprezentaci byla Martine Rottierová. Po skončení vrcholové kariéry se pohybuje v různých sférách sportovní politiky. V roce 2008 měla hlavní slovo při francouzské nominaci judistů pro olympijské hry v Pekingu.

## Výsledky
| Turnaj             | 1975             | 1976             | 1977             | 1978             | 1979             | 1980             | 1981             | 1982             | 1983         | 1984         | 1985         | 1986         | 1987         | 1988         |
| Turnaj             | 17               | 18               | 19               | 20               | 21               | 22               | 23               | 24               | 25           | 26           | 27           | 28           | 29           | 30           |
| Turnaj             | polostřední váha | polostřední váha | polostřední váha | polostřední váha | polostřední váha | polostřední váha | polostřední váha | polostřední váha | střední váha | střední váha | střední váha | střední váha | střední váha | střední váha |
| ------------------ | ---------------- | ---------------- | ---------------- | ---------------- | ---------------- | ---------------- | ---------------- | ---------------- | ------------ | ------------ | ------------ | ------------ | ------------ | ------------ |
| Mistrovství světa  |                  |                  |                  |                  |                  | —                |                  | 1.               |              | 1.           |              | 1.           | 2.           |              |
| Mistrovství Evropy | ?                | ?                | 5.               | —                | 1.               | 2.               | —                | —                | 5.           | 1.           | 1.           | 1.           | —            | 3.           |